# Jos Verstappen
Johannes Franciscus "Jos" Verstappen (Montfort, 1972. március 4. –) holland autóversenyző, volt Formula–1-es pilóta. Rajongói Jos, the Boss néven emlegetik. Fia, Max Verstappen szintén Formula–1-es pilóta.

## Pályafutása

### Formula–1
1994-ben tesztpilótaként szerződött a Benettonhoz, azonban JJ Lehto idény eleji balesete miatt lehetőséget kapott arra is, hogy versenyzőként bemutatkozhasson, bár nem minden futamon állították rajthoz. A német nagydíjon pályafutása legveszélyesebb szituációját élte át: a bokszutcában a melléfolyó benzin miatt autója kigyulladt, de sikerült időben eloltani, így Verstappennek nem esett baja. Legjobb eredménye (egész pályafutására nézve is) a magyar nagydíjon és a belga nagydíjon elért harmadik helyezés volt.  A világbajnokságot a 10. helyen zárta.
1995-ben ismét csak tesztpilótaként alkalmazta Benetton, de versenyzőként kölcsönadták a Simteknek.  A csapat azonban év közben csődbe ment, mindössze öt futamon tudott elindulni. 1996-ban az Footworknál versenyezte végig a szezont, egy pontot szerezve. A következő évet a Tyrrellnél töltötte. Az 1998-as szezon elején nem kapott szerződést, de év közben a Stewart Ford elbocsátotta Jan Magnussent, akinek helyére Verstappen került. Pontot szereznie azonban - akárcsak az előző évben - nem sikerült.
1999-ben a  visszatérésre készülő Honda tesztpilótája lett, csakhogy a tervező Harvey Poslethwaite halála után egy időre elálltak a saját autóval való versenyzéstől, így Verstappen ismét állás nélkül maradt. Bár néhány esetben felvetődött a neve idény közbeni beugrásra, helyettesítésre (Luca Badoer sérülése, Damon Hill esetleges idő előtti visszavonulása, Michael Schumacher balesete), végül egy versenyen sem indult el.
2000-re visszatért az Arrowshoz. A Supertec motorral hajtott autóval öt pontot szerzett, az évi legjobb eredménye az olasz nagydíjon elért negyedik helyezés volt. 2001-ben első alkalommal sikerült versenyzőként szerződést hosszabbítania. Abban az évben legemlékezetesebb teljesítményét a maláj nagydíjon nyújtotta: bár a végén az akkor még nem pontszerző 7. helyen futott be, felvette a versenyt erősebb autókkal, sokáig maga mögött tartotta Mika Häkkinent is. A következő versenyen Brazíliában viszont a „negatív hős” szerepe jutott neki: összeütközött a lekörözésre készülő, életében először élen álló Juan Pablo Montoyával. Egy pontot szerzett az idény során, Ausztriában.
Bár az eredeti tervek szerint 2002-re is maradt volna, végül a szponzori kapcsolatokkal rendelkező Enrique Bernoldi mellé a csapat nélkül maradt Heinz-Harald Frentzent szerződtették. Verstappen ekkor a Saubernél próbálkozott tesztpilótai állás megszerzésével, azonban azzal az indokkal utasították el, hogy túl nagy a magasságkülönbség közte és a két versenyző között, emiatt kevésbé hasznosítanák a rá beállított autóval szerzett tapasztalatokat. 2003-ra ismét sikerült neki a visszatérés, utolsó szezonjában a Minardinál versenyzett, pontot nem szerezve.

### A1 GP
A 2005-06-os A1GP kiírásban lehetőséget kapott Hollandiától, hogy Jeroen Bleekemolen oldalán elinduljon a nemzetek közötti együléses bajnokságban, a szezon azonban nem sikerült nagyon jól a hollandok számára, ugyanis 69 pontot összegyűjtve a 7. helyen végeztek, viszont így is összeszedtek egy futamgyőzelmet Dél-Afrikában és egy 2. helyet Mexikóban Jos Verstappen révén.

### Le Mans Series
Jos 2008-ban rajthoz állt a Le Mans-i 24 órás autóversenyen Peter van Merksteijn és Jeroen Bleekemolen oldalán az LMP2-es kategóriában egy Porsche volánja mögött és egyből megnyerték a kategóriájukat, az összetettben pedig a 10. helyen végeztek. 2009-ben már egy szinttel feljebb, az LMP1-es kategóriában indult Le Mans-ban Anthony Davidson és Darren Turner társaságában egy Aston Martin-nal, végül a kategoriában a 11. helyen végeztek, míg az összetettben a 13. helyen fejezték be a versenyt.
2008-ban a Van Merksteijn Motorsport színeiben elindult az 1000 km-es katalán és belga versenyen amit megnyert, majd ugyanilyen távon második lett Monzában, majd ezt követően a Nürburgring-i 24 órás versenyt is megnyerte, ezzel az LMP2-es géposztály bajnoki címét is megszerezték.

## Eredményei

### Teljes Formula–1-es eredménysorozata
(Táblázat értelmezése)

(Félkövér: pole-pozícióból indult; dőlt: leggyorsabb kört futott) 

| Év   | Csapat   | 1      | 2      | 3      | 4      | 5      | 6      | 7      | 8      | 9      | 10     | 11     | 12     | 13     | 14     | 15     | 16     | 17     | Helyezés | Pont |
| ---- | -------- | ------ | ------ | ------ | ------ | ------ | ------ | ------ | ------ | ------ | ------ | ------ | ------ | ------ | ------ | ------ | ------ | ------ | -------- | ---- |
| 1994 | Benetton | BRA Ki | PAC Ki | SMR    | MON    | ESP    | CAN    | FRA Ki | GBR 8  | GER Ki | HUN 3  | BEL 3  | ITA Ki | POR 5  | EUR Ki | JPN    | AUS    |        | 10.      | 10   |
| 1995 | Simtek   | BRA Ki | ARG Ki | SMR Ki | ESP 12 | MON Ki | CAN    | FRA    | GBR    | GER    | HUN    | BEL    | ITA    | POR    | EUR    | PFC    | JPN    | AUS    | –        | 0    |
| 1996 | Footwork | AUS Ki | BRA Ki | ARG 6  | EUR Ki | SMR Ki | MON Ki | ESP Ki | CAN Ki | FRA Ki | GBR 10 | GER Ki | HUN Ki | BEL Ki | ITA 8  | POR Ki | JPN 11 |        | 16.      | 1    |
| 1997 | Tyrrell  | AUS Ki | BRA 15 | ARG Ki | SMR 10 | MON 8  | ESP 11 | CAN Ki | FRA Ki | GBR Ki | GER 10 | HUN Ki | BEL Ki | ITA Ki | AUT 12 | LUX Ki | JPN 13 | EUR 16 | –        | 0    |
| 1998 | Stewart  | AUS    | BRA    | ARG    | SMR    | ESP    | MON    | CAN    | FRA 12 | GBR Ki | AUT Ki | GER Ki | HUN 13 | BEL Ki | ITA Ki | LUX 13 | JPN Ki |        | –        | 0    |
| 2000 | Arrows   | AUS Ki | BRA 7  | SMR 14 | GBR Ki | ESP Ki | EUR Ki | MON Ki | CAN 5  | FRA Ki | AUT Ki | GER Ki | HUN 13 | BEL 15 | ITA 4  | USA Ki | JPN Ki | MAL 10 | 12.      | 5    |
| 2001 | Arrows   | AUS 10 | MAL 7  | BRA Ki | SMR Ki | ESP 12 | AUT 6  | MON 8  | CAN 10 | EUR Ki | FRA 13 | GBR 10 | GER 9  | HUN 12 | BEL 10 | ITA Ki | USA Ki | JPN 15 | 18.      | 1    |
| 2003 | Minardi  | AUS 11 | MAL 13 | BRA Ki | SMR Ki | ESP 12 | AUT Ki | MON Ki | CAN 9  | EUR 14 | FRA 16 | GBR 15 | GER Ki | HUN 12 | ITA Ki | USA 10 | JPN 15 |        | –        | 0    |

### Teljes A1 GP eredménysorozata
(Táblázat értelmezése)

(Félkövér: pole-pozícióból indult; dőlt: leggyorsabb kört futott) 

| Év      | Csapat      | 1          | 2         | 3          | 4         | 5         | 6          | 7         | 8         | 9         | 10         | 11         | 12        | 13         | 14        | 15        | 16        | 17        | 18        | 19         | 20         | 21         | 22         | Helyezés | Pont |
| ------- | ----------- | ---------- | --------- | ---------- | --------- | --------- | ---------- | --------- | --------- | --------- | ---------- | ---------- | --------- | ---------- | --------- | --------- | --------- | --------- | --------- | ---------- | ---------- | ---------- | ---------- | -------- | ---- |
| 2005–06 | Netherlands | GBR SPR Ki | GBR FEA 7 | GER SPR Ki | GER FEA 7 | POR SPR 4 | POR FEA Ki | AUS SPR 7 | AUS FEA 4 | MYS SPR 5 | MYS FEA 16 | UAE SPR 11 | UAE FEA 9 | RSA SPR 16 | RSA FEA 1 | IDN SPR 7 | IDN FEA 6 | MEX SPR 4 | MEX FEA 2 | USA SPR 14 | USA FEA Ki | CHN SPR Ki | CHN FEA 17 | 7.       | 69   |